# هاونگاتاهی
هاونگاتاهی (به لاتین: Hauhungatahi) یک کوه در نیوزیلند است که در منطقه ماناواتو-وانگانوی واقع شده‌است. هاونگاتاهی ۱٬۵۲۱ متر بالاتر از سطح دریا واقع شده‌است.